# نوسیدل آم سی
نوسیدل آم سی (به آلمانی: Neusiedl am See) یک شهر و شهرک با حقوق شهرک و روستای سابق در اتریش است که در Neusiedl am See District واقع شده‌است.

## خصوصیات
نوسیدل آم سی ۵٬۹۲۳ نفر جمعیت دارد.

## خواهرخوانده
شهر دگندورف خواهرخواندهٔ نوسیدل آم سی هست.

## نگارخانه

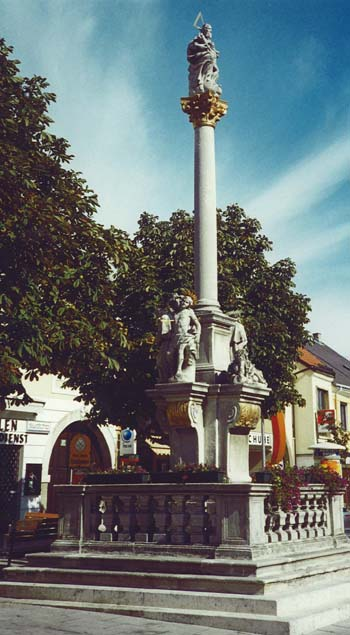
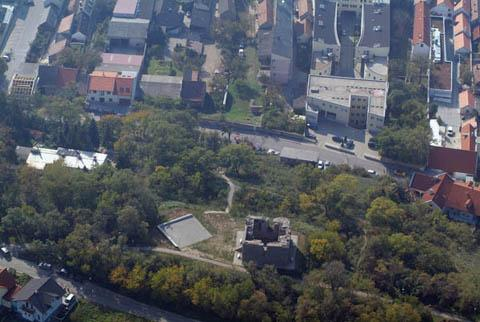
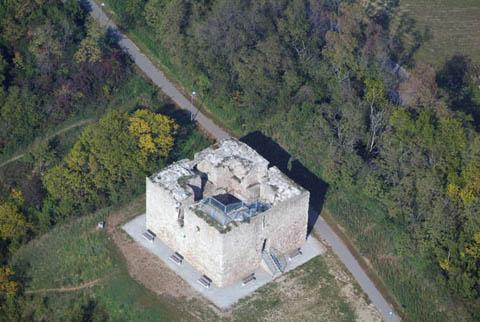